# Барт де Нест
Барт де Нест (фр. Barthe-de-Neste) насеље је и општина у јужној Француској у региону Миди Пирене, у департману Горњи Пиринеји која припада префектури Бањер де Бигор.
По подацима из 2011. године у општини је живело 1.176 становника, а густина насељености је износила 154,33 становника/km². Општина се простире на површини од 7,62 km². Налази се на средњој надморској висини од 500 метара (максималној 658 m, а минималној 516 m).

## Демографија
| 1962. | 1968. | 1975. | 1982. | 1990. | 1999. | 2011. |
| ----- | ----- | ----- | ----- | ----- | ----- | ----- |
| 1.016 | 1.336 | 1.364 | 1.137 | 1.086 | 1.056 | 1.176 |

График промене броја становника у току последњих година